# 90376 Kossuth
A 90376 Kossuth (ideiglenes jelöléssel 2003 VL) a Naprendszer kisbolygóövében található aszteroida. Sárneczky Krisztián és Mészáros Szabolcs fedezte fel 2003. november 5-én.
Nevét Kossuth Lajos (1802 – 1894) magyar államférfi után kapta.